# Кардиология

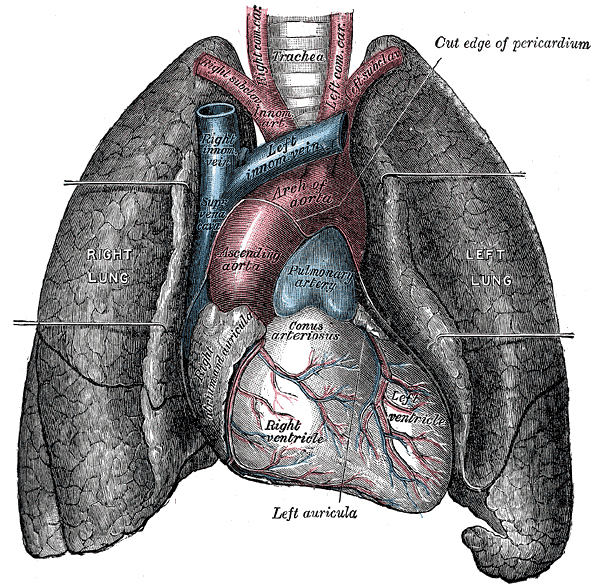
Органокомплекс, включающий себя сердце, лёгкие и кровеносные сосуды.

Тетралогия Фалло

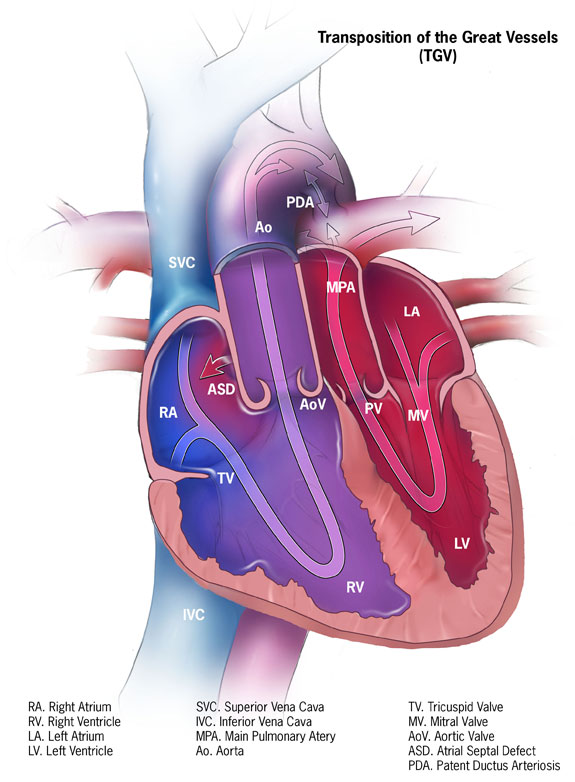
Правильная транспозиция магистральных артерий

Кровоток через клапаны

Основные осложнения стойкого высокого кровяного давления

Кардиоло́гия (от др.-греч. καρδία — «сердце» и λόγος — «учение, наука») — обширный раздел медицины, занимающийся изучением сердечно-сосудистой системы человека: строения и развития сердца и сосудов, их функций, а также заболеваний, включая изучение причин их возникновения, механизмов развития, клинических проявлений, вопросов диагностики, а также разработку эффективных методов их лечения и профилактики. Кроме того, в сфере ведения кардиологии лежат проблемы медицинской реабилитации лиц с поражениями сердечно-сосудистой системы, которые занимают второе место по смерти человека. На другом полюсе от кардиологии  в плане дифференциальной диагностики и лечения сердечно-сосудистых болезней очень часто находятся такие хирургические дисциплины, как: сосудистая, сердечно-сосудистая хирургия, торакальная хирургия, флебология, абдоминальная хирургия и нейрохирургия. Как и многие другие терапевтические  дисциплины медицины - кардиология также часто тесно системно и топографически связана с гематологией и тесно сотрудничает по наиболее частым этио-патогеническим вратам болезней сердца с: генетикой, инфектологией, токсикологией, ревматологией, эндокринологией и Нефрологией, а также с пульмонологией

## История кардиологии
Кардиология изучает такие патологические состояния, как ишемическая болезнь сердца (ИБС), гипертоническая болезнь, врождённые пороки сердца, приобретённые пороки сердца, цереброваскулярные заболевания и другие. Сегодня доля кардиологической патологии в структуре смертности населения развитых стран составляет 40—60 %, при этом продолжающийся рост заболеваемости и поражение людей всё более молодого возраста, что делает сердечно-сосудистые заболевания важнейшей медико-социальной проблемой здравоохранения.
История кардиологии, как и история медицины в целом, насчитывает не одну тысячу лет. С древности работа сердца и сосудов была загадкой, разгадывание которой происходило постепенно, на протяжении многих веков.
Понимание значимости работы сердца для организма можно найти ещё в древнеегипетском папирусе Эберса (XVII век до н. э.) : 

«Начало тайн врача — знание хода сердца, от которого идут сосуды ко всем членам, ибо всякий врач, всякий жрец богини Сохмет, всякий заклинатель, касаясь головы, затылка, рук, ладони, ног, везде касается сердца: от него направлены сосуды к каждому члену…».
Спустя 12 веков (V в. до н. э.) житель греческого острова Кос Гиппократ впервые описывает строение сердца как мышечного органа. Уже тогда у него сформировалось представление о желудочках сердца и крупных сосудах.
Римский врач Гален (II в. н. э.) создал новое, революционное для своего времени учение, которое на длительное время изменило представление людей о работе сердца и сосудов. В трудах Галена было много неточностей, оказались и грубые ошибки. Таково, например, его описание пути крови в теле.
Центром кровеносной системы Гален считал не сердце, а печень: образующаяся в печени кровь разносится по телу, питает его и целиком им поглощается, не возвращаясь обратно; в печени же образуется следующая партия крови для поглощения телом. Эта схема была общепризнанной вплоть до XVII в., когда её ошибочность доказал Гарвей. Таким образом, не зная кровообращения, Гален представлял себе своеобразную систему кровоснабжения организма. Считая назначением левого сердца притягивание из лёгких пневмы вместе с воздухом, он рассматривал растяжение — диастолу, как активное движение сердца, систолу же — как пассивное спадение сердца, то есть понимал эти процессы совершенно превратно. Неудивительно, что Гален не мог объяснить происходящие в организме процессы и приписывал их нематериальным силам, которые изначально присущи человеку.
Серьёзный прорыв в развитии представлении о работе сердечно-сосудистой системы произошёл в эпоху Возрождения. Возможность препарирования трупов позволила Леонардо да Винчи создать множество анатомических иллюстраций, на которых среди прочего было достаточно точно отображена структура клапанов сердца. Многие ошибки Галена обнаружил и описал Андреас Везалий, создавший основные предпосылки для последующего открытия лёгочного кровообращения. Везалий тщательно описывает артерии и вены. Для него не остаются скрытыми законы ветвления артерий, пути окольного кровотока. Даже особенности строения сосудистой стенки привлекают его внимание. Остаётся фактом, что вены для Везалия — это сосуды, по которым кровь от печени идёт к периферии. Рядом с ними артерии несут от сердца к периферии кровь, насыщенную жизненным духом. Каким образом оканчиваются тончайшие сосудистые трубки, Везалий не знает. Сердце для него обыкновенный внутренний орган, а не центр сосудистой системы. Значение вен Везалий ставит выше, чем артерий. Но описание топографии вен всё же грешит неточностями. Например, образование воротной вены показано Везалием недостаточно чётко. Он допускает соединение артерий головного мозга с синусами твёрдой оболочки. Для него очевидна вариабельность вен. Труды Везалия явились необходимой ступенью. Только на основе полных знаний распределения сосудов можно было строить новую теорию.
Огромным скачком в развитии физиологических знаний явилась деятельность в Падуанском университете Уильяма Гарвея (1578—1657), английского врача, изучавшего кровообращение. Гарвей первым экспериментально доказал существование кровообращения. Гарвей провёл ряд опытов, сначала на себе, а затем на собаке, которые доказали, что кровь в венах движется в одном направлении. Гарвей создал объективно реальные представления о законах кровообращения. Он впервые математически рассчитал, что весь объём крови проходит через сердце за 1,5-2 минуты, а в течение 30 минут главный «насос жизни» перекачивает количество крови, равное весу тела.
Вот что писал Уильям Гарвей в своём классическом труде «Анатомические исследования о движении сердца и крови у животных», опубликованном в 1628 году: «Движение крови через лёгкие и сердце, так же как и по всему остальному телу, происходит силою пульсации желудочков, проходя незаметно (для наблюдения) в вены и поры мягких частей, кровь затем самостоятельно оттекает через вены от периферии к центру, от меньших вен к большим, и оттуда, наконец, через полую вену проходит в сердечную трубку. Следовательно, необходимо сделать заключение, что кровь в организме животного разносится по телу своего рода круговым образом».
Представления Галена были полностью опровергнуты.
В системе кровообращения. представленной Гарвеем, не хватало важного звена — капилляров, поскольку Гарвей не пользовался микроскопом. Марчелло Мальпиги (1628—1694) первым из исследователей системы кровообращения воспользовался этим прибором, что позволило ему получить полное представление о круговом движении крови. Так была разгадана последняя загадка системы кругов кровообращения. Одновременно с этим открытием Мальпиги окончательно опроверг представления Галена о кровообращении.
Вложили в учение о капиллярах свой вклад и отечественные учёные. Александр Шумлянский (1748—1795) доказал, что артериальные капилляры непосредственно переходят в некие «промежуточные пространства», как полагал Мальпиги, и что сосуды на всём протяжении — замкнуты.
Строение лимфатической системы и её связь с кровеносными сосудами описал итальянский хирург Гаспаре Азелли (1581—1626).
Жан-Николя Корвизар де Маре (1755—1821) — основоположник клинической медицины во Франции, лейб-медик Наполеона I, тщательно изучал перкуторный звук как новое средство диагностики. Корвизар впервые стал использовать перкуссию при помощи ладони. Такой способ позволил ему с большим искусством распознавать заболевания лёгких, наличие жидкости в плевральной полости и околосердечной сумке, а также аневризму сердца, изучение которой принесло Корвизару большую славу.
Основоположником другого метода физикального обследования — аускультации — может считаться Рене Лаэннек. Возвращаясь из клиники через парк Лувра, он обратил внимание на шумную ватагу ребят, игравших вокруг брёвен строительного леса. Одни дети прикладывали ухо. к концу бревна, а другие с большим энтузиазмом колотили палками по противоположному его концу: звук, усиливаясь, шёл внутри дерева. Это наблюдение позволило Лаэннеку создать первый стетоскоп.
В 1846 году чешский физиолог Пуркинье опубликовал исследования о специфических мышечных волокнах, проводящих возбуждение по сердцу (волокна Пуркинье), чем положил начало изучению его проводящей системы. В. Гис в 1893 году описал предсердно-желудочковый пучок, Л. Ашоф в 1906 г. совместно с Таварой — атриовентрикулярный (предсердно-желудочковый) узел, А. Кис в 1907 году совместно с Флексом описал синусно-предсердный узел.

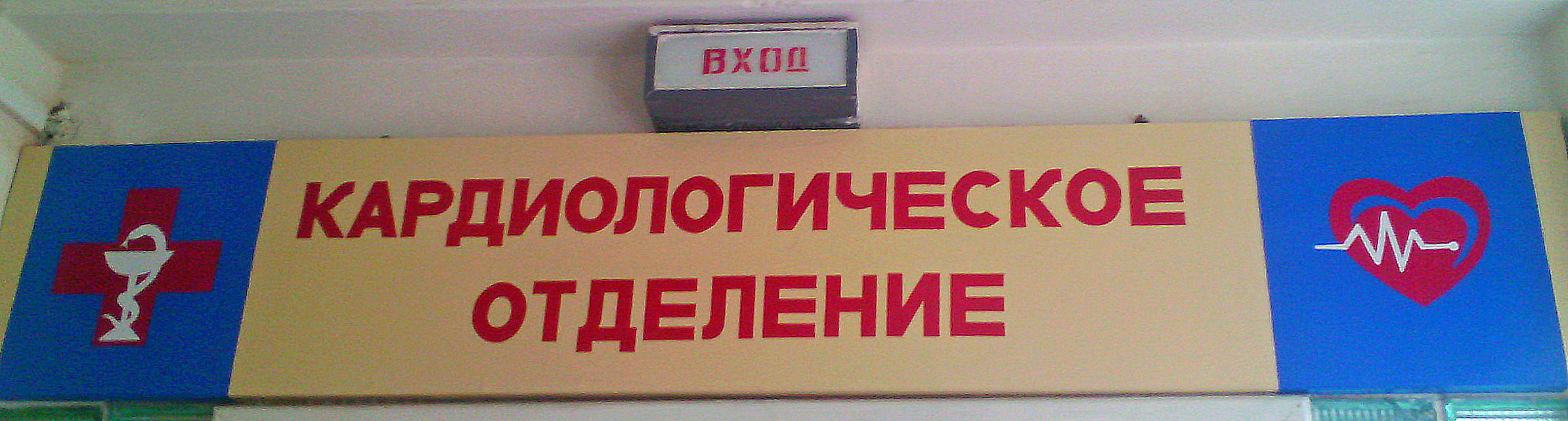
Вход в кардиологическое отделение больницы № 3 города Северодвинска

Благодаря всем этим открытиям уже к началу XIX века кардиология выделилась в самостоятельную отрасль медицины, которая имеет свои методы диагностики, лечения и профилактики заболеваний сердечно-сосудистой системы.

## Заболевания в кардиологии
Кардиология занимается изучением, диагностикой, лечением и профилактикой следующих заболеваний:
- пороки сердца (врождённые и приобретённые);
- ИБС (ишемическая болезнь сердца);
- стенокардия;
- кардиты (эндокардиты, перикардиты и т. д.);
- сердечная недостаточность различной этиологии;
- аритмии: брадикардия, тахикардия, неполная блокада сердца;
- гипертоническая болезнь;
- тромбозы и тромбофлебиты;
- инфаркты и предынфарктные состояния;
- аневризмы (то есть аномальные выпячивания и истончения стенок) аорты или других артерий.

С годами всё более важное значение приобретает профилактика сердечно-сосудистых заболеваний, её стратегии и закономерности в разных клинических ситуациях. Внедрение в кардиологии эффективных мер по лечению и профилактике в Западной Европе, США, Австралии, Японии позволили за последние 20 лет на 50 % снизить в этих странах сердечно-сосудистую смертность.
Помимо профилактики сердечных заболеваний большое внимание уделяется профилактике, лечению и разработке лекарственных средств и способов лечения сосудистых заболеваний.